# Pyrenophora teres
Pyrenophora teres Drechsler – gatunek grzybów z klasy Dothideomycetes. Grzyb mikroskopijny, pasożyt roślin.

## Systematyka i nazewnictwo
Pozycja w klasyfikacji według Index Fungorum: Pyrenophora, Pleosporaceae, Pleosporales, Pleosporomycetidae, Dothideomycetes, Pezizomycotina, Ascomycota, Fungi.
Po raz pierwszy opisał go w 1923 r. Charles Drechsler. Niektóre synonimy:
- Drechslera teres (Sacc.) Shoemaker 1959
- Drechslera teres f. maculata Smed.-Pet. 1971
- Helminthosporium hordei Eidam 1891
- Helminthosporium teres Sacc. 1882
- Pyrenophora teres f. maculata Smed.-Pet. 1971

## Morfologia i rozwój
Konidiofory pojedynczo lub w grupach po 2–3, proste lub wygięte, czasami kolankowate, często rozszerzone u nasady, jasnobrązowe do średnio brązowych lub oliwkowobrązowych, o długości do 200 µm i szerokości 7–11 µm. Konidia proste, cylindryczne, zaokrąglone na końcach, prawie szkliste do słomkowokolorowych, gładkie, z (1–) 4–6 (–10) pseudoseptami, często ze zwężeniem (70–) 90–120 (–160) × (16–) 19–21 (–23) µm. Hilum o szerokości 3–7 µm.
Rozprzestrzenia się wraz z nasionami porażonych roślin w postaci grzybni lub zarodników, ale może również przezimować na resztkach pożniwnych. Perytecja powszechnie występują wiosną na starych ścierniskach jęczmienia, a powstające w nich askospory mogą powodować wiele infekcji pierwotnych. Przez cały sezon wegetacyjny następują infekcje wtórne konidiami przenoszonymi drogą powietrzną.

## Występowanie
Gatunek szeroko rozpowszechniony, występuje na niektórych wyspach i na wszystkich kontynentach poza Antarktydą i Azją, także w Polsce (jako Drechslera teres). U jęczmienia (Hordeum) powoduje grzybową chorobę o nazwie plamistość siatkowa jęczmienia.